# Friedrich Melchior Grimm
Friedrich Melchior Grimm (født 25. december 1723 i Regensburg, død 19. december 1807 i Gotha) var en tyskfødt fransk skribent og kritiker. 

## Biografi
Han blev Magister ved universitetet i Leipzig, men gik 25 år gammel til Paris, hvor han snart skaffede sig fast og indbringende virksomhed som hofmester for nogle adelige børn. Skønt hans første optræden i denne stad fandtes klodset og ubehjælpsom, blev han meget hurtig afslebet, og det lykkedes ham at komme i bekendtskab med Diderot og Rousseau og gennem dem 1749 med madame d'Épinay og andre af den tids skønånder. Grimm var et lyst hoved, der forenede grundig lærdom med skarp kritisk sans og vandt udmærket herredømme over det franske sprog: 1753 optog han en virksomhed, der var begyndt af abbé Raynal, og sendte indtil 1773 hver 14. dag håndskrevne beretninger om politik, kunst, litteratur og skandale fra Paris til en stadig udvidet kreds af fremmede hoffer: det polske, toscanske, preussiske, til hertuginde Louise af Gotha, landgrevinde Karoline af Hessen og kejserinde Katarina den Store af Rusland, på hvem han fik megen indflydelse. Korrespondancen er blevet en kulturhistorisk hovedkilde for eftertiden — i samtiden var modtagerne forpligtede til hemmeligholdelse. Hans kritik er som regel sand og træffende, men ofte skarp og spottende. Han foretog adskillige diplomatiske rejser; Katarina modtog ham 1773 og 1776 i Rusland og gjorde ham til statsråd med obersts rang og til storkors af Sankt Vladimirordenen; han udnævntes desuden til tysk rigsbaron og til minister i Paris for Gotha. Da revolutionen udbrød, bosatte han sig i Gotha, og hele hans formue konfiskeredes. I direktoriets tid gjorde Katarina ham 1795 til sin gesandt i Hamborg, men sygdom og tabet af et øje tvang ham til at søge sin afsked. Hans Correspondence littéraire, philosophique et critique udgavs første gang (i høj grad mangelfuld) 1812—14, i fuldstændig udgave ved Maurice Tourneux (16 bind, Paris 1878—82).